# Campeonato Brasileño de Fútbol Serie D 2025
El Campeonato Brasileño de Serie D 2025 es la decimoséptima edición del campeonato de cuarta categoría del fútbol brasileño. Contará con la participación de 64 equipos, los cuales clasificaron por sus respectivos torneos estatales o por campeonatos organizados por cada una de las 27 federaciones.

## Criterios de clasificación
Había 64 plazas disponibles en el concurso. Las cuatro federaciones peor clasificadas tuvieron derecho a un solo equipo en la competición, distribuyéndose el número total de plazas de la siguiente manera:
- Los cuatro descendidos de la Serie C del año anterior ;
- El estado clasificado en primer lugar en el Ranking Nacional de Federaciones tiene derecho a 4 plazas;
- Los clasificados del 2º al 9º en el Ranking Nacional de Federaciones tienen derecho a 3 plazas;
- Los clasificados del 10º al 23º en el Ranking Nacional de Federaciones tienen derecho a 2 plazas;
- Los clasificados del 24 al 27 en el Ranking Nacional de Federaciones tienen derecho a 1 plaza para el campeón estatal;

Los nominados de las federaciones estatales se seleccionan mediante su desempeño en los campeonatos estatales u otros torneos celebrados por cada federación estatal (comúnmente copas estatales ).
En caso de baja, la plaza la ocupa el club mejor clasificado de la misma federación, o el club designado por la federación estatal. Si el estado no indica ningún representante, el lugar pasa al siguiente estado mejor posicionado en el Ranking Nacional de Federaciones, lo que indica un equipo para ocupar el mismo grupo que el equipo original. Si la vacante aún está abierta, se transfiere al siguiente segundo y mejor estado en la clasificación, y así sucesivamente. El límite para utilizar una vacante transferida es de una por federación. Los equipos que compiten en la Serie D generalmente se definen por su posición en la clasificación de sus respectivos campeonatos estatales. Cuando en los campeonatos estatales hay un participante que ya compite en una división superior del Campeonato Brasileño (Serie A, B o C), la clasificación para la Serie D se otorga al siguiente equipo mejor posicionado en la tabla de clasificación. En algunos estados, los campeonatos locales sólo sirven como clasificación para la Copa do Brasil de la temporada siguiente. La federación de estos estados prefiere realizar un torneo paralelo al propio torneo estatal, para definir su(s) representante(s) en la Serie D del Campeonato Brasileño. Desde la edición de 2016, debido a ajustes al reglamento realizados por la CBF, los campeonatos estatales de un año y las eliminatorias clasifican a sus equipos para las competiciones nacionales del año siguiente.

### Distribución de cupos
Los 64 cupos disponibles se distribuyen según determinados criterios:
- 4 cupos para equipos descendidos de la Serie C 2024.
- 4 cupos para equipos del Estado de São Paulo, 1.º puesto en el Ranking Nacional de Federaciones 2024.
- 3 cupos para equipos de los estados ubicados del 2.º al 9.º en el Ranking Nacional de Federaciones 2024.
- 2 cupos para equipos de los estados ubicados del 10.º al 23.º en el Ranking Nacional de Federaciones 2024.
- 1 cupo para equipos de los estados ubicados del 24.º al 27.º en el Ranking Nacional de Federaciones 2024.

| Pos. | Estado                      | Coef.  | Cupos |
| ---- | --------------------------- | ------ | ----- |
| 1    | São Paulo                   | 92.416 | 4     |
| 2    | Río de Janeiro              | 57.607 | 3     |
| 3    | Río Grande del Sur          | 41.508 | 3     |
| 4    | Minas Gerais                | 40.481 | 3     |
| 5    | Paraná                      | 32.209 | 3     |
| 6    | Ceará                       | 26.310 | 3     |
| 7    | Goiás                       | 25.942 | 3     |
| 8    | Santa Catarina              | 24.393 | 3     |
| 9    | Bahía                       | 22.387 | 3     |
| 10   | Pernambuco                  | 12.978 | 2     |
| 11   | Alagoas                     | 11.743 | 2     |
| 12   | Mato Grosso                 | 10.932 | 2     |
| 13   | Pará                        | 9.437  | 2     |
| 14   | Maranhão                    | 7.389  | 2     |
| 15   | Río Grande del Norte        | 6.663  | 2     |
| 16   | Paraíba                     | 5.631  | 2     |
| 17   | Amazonas                    | 5.279  | 2     |
| 18   | Sergipe                     | 4.716  | 2     |
| 19   | Piauí                       | 4.270  | 2     |
| 20   | Distrito Federal            | 3.365  | 2     |
| 21   | Espírito Santo              | 2.566  | 2     |
| 22   | Acre                        | 2.502  | 2     |
| 23   | Tocantins                   | 1.953  | 2     |
| 24   | Roraima                     | 1.761  | 1     |
| 25   | Mato Grosso del Sur         | 1.401  | 1     |
| 26   | Rondonia                    | 1.293  | 1     |
| 27   | Amapá                       | 1.211  | 1     |
| –    | Descendidos de Serie C 2024 | —      | 4     |

## Sistema de competición
Contará con la participación de 64 equipos, quienes comenzarán su participación desde la fase de grupos, la cual se dividirá en ocho grupos, siendo agrupados por cercanía geográfica con ocho equipos cada uno, con partidos de ida y vuelta. Los cuatro primeros de cada grupo se clasificarán para la segunda fase, totalizando 32 equipos. Estos se enfrentarán en llaves eliminatorias hasta la definición del campeón y ascenso a la Serie C 2026: segunda fase, octavos de final, cuartos de final, semifinales y final.
Los cuatro equipos que ascenderán serán aquellos que lleguen a las semifinales.

## Participantes
| Estado                                 | Equipo                                              | Clasificación |
| -------------------------------------- | --------------------------------------------------- | --- |
| Acre 2 cupos                           | Independência Humaitá                               | Campeón del Campeonato Acreano 2024 Subcampeón del Campeonato Acreano 2024 |
| Alagoas 2 cupos                        | ASA Arapiraca Sport Club Penedense                  | Mejor ubicado del Campeonato Alagoano 2024 Subcampeón de la Copa Alagoas 2024 |
| Amapá 1 cupo                           | Trem                                                | Campeón del Campeonato Amapaense 2024 |
| Amazonas 2 cupos                       | Manaus Manauara                                     | Mejor ubicado del Campeonato Amazonense 2024 Segundo mejor ubicado del Campeonato Amazonense 2024                                                                                |
| Bahía 3 cupos                          | Barcelona de Ilhéus Jequié Juazeirense              | Mejor ubicado del Campeonato Baiano 2024 Segundo Mejor ubicado del Campeonato Baiano 2024 Tercer Mejor ubicado del Campeonato Baiano 2024                                        |
| Ceará 3 cupos+ adicional               | Ferroviario Maracanã Iguatu Horizonte               | 19ª puesto de la Serie C 2024 Mejor ubicado del Campeonato Cearense 2024 Segundo mejor ubicado del Campeonato Cearense 2024 Tercer mejor ubicado del Campeonato Cearense 2024    |
| Distrito Federal 2 cupos               | Ceilândia Capital                                   | Campeón del Campeonato Brasiliense 2024 Subcampeón del Campeonato Brasiliense 2024                                                                                               |
| Espírito Santo 2 cupos                 | Rio Branco Porto Vitória                            | Campeón del Campeonato Capixaba 2024 Campeón de la Copa Espirito Santo 2024 |
| Goiás 3 cupos + adicional              | Aparecidense Goiânia Goiatuba Goianésia             | 18ª puesto de la Serie C 2024 Mejor ubicado del Campeonato Goiano 2024 Segundo mejor ubicado del Campeonato Goiano 2024 Tercer mejor ubicado del Campeonato Goiano 2024          |
| Maranhão 2 cupos + adicional           | Sampaio Corrêa Maranhão Imperatriz                  | 17º puesto de la Serie C 2024 Mejor Ubicado del Campeonato Maranhense 2024 Segundo mejor Ubicado del Campeonato Maranhense 2024                                                  |
| Mato Grosso 2 cupos                    | Luverdense Mixto                                    | Segundo mejor ubicado del Campeonato Matogrossense 2024 Tercer mejor ubicado del Campeonato Matogrossense 2024                                                                   |
| Mato Grosso del Sur 1 cupo             | Operário-MS                                         | Campeón del Campeonato Sul-Matogrossense 2024 |
| Minas Gerais 3 cupos                   | Pouso Alegre Itabirito Uberlândia                   | Mejor ubicado del Campeonato Mineiro 2024 Segundo mejor ubicado del Campeonato Mineiro 2024 Tercer mejor ubicado del Campeonato Mineiro 2024                                     |
| Pará 2 cupos                           | Tuna Luso Águia de Marabá                           | Mejor ubicado del Campeonato Paraense 2024 Segundo mejor ubicado del Campeonato Paraense 2024                                                                                    |
| Paraíba 2 cupos                        | Sousa Treze                                         | Campeón del Campeonato Paraibano 2024 Segundo mejor ubicado del Campeonato Paraibano 2024                                                                                        |
| Paraná 3 cupos                         | FC Cascavel Azuriz Cianorte                         | Mejor ubicado del Campeonato Paranaense 2024 Segundo mejor ubicado del Campeonato Paranaense 2024 Tercer mejor ubicado del Campeonato Paranaense 2024                            |
| Pernambuco 2 cupos                     | Santa Cruz Central                                  | Mejor ubicado del Campeonato Pernambucano 2024 Segundo mejor ubicado del Campeonato Pernambucano 2023                                                                            |
| Piauí 2 cupos                          | Altos Parnahyba                                     | Campeón del Campeonato Piauiense 2024 Subcampeón del Campeonato Piauiense 2024                                                                                                   |
| Río de Janeiro 3 cupos                 | Nova Iguaçu Boavista-RJ Maricá                      | Mejor ubicado del Campeonato Carioca 2024 Segundo mejor ubicado del Campeonato Carioca 2024 Campeón de la Copa Río                                                               |
| Río Grande del Norte 2 cupos           | América de Natal Santa Cruz de Natal                | Mejor ubicado del Campeonato Portiguar 2024 Segundo mejor ubicado del Campeonato Portiguar 2024                                                                                  |
| Río Grande del Sur 3 cupos + adicional | São José Guarany de Bagé Brasil de Pelotas São Luiz | 20º puesto de la Serie C 2024 Mejor ubicado del Campeonato Gaúcho 2024 Segundo mejor ubicado del Campeonato Gaúcho 2024 Tercer mejor ubicado del Campeonato Gaúcho 2024          |
| Rondonia 1 cupo                        | Porto Velho                                         | Campeón del Campeonato Rondoniense 2024 |
| Roraima 1 cupo                         | GAS                                                 | Campeón del Campeonato Roraimense 2024 |
| São Paulo 4 cupos                      | Inter de Limeira Portuguesa Água Santa Monte Azul   | Mejor ubicado del Campeonato Paulista 2024 Segundo mejor ubicado del Campeonato Paulista 2024 Tercer mejor ubicado del Campeonato Paulista 2024 Campeón de la Copa Paulista 2024 |
| Santa Catarina 3 cupos                 | Barra Marcílio Dias Joinville                       | Mejor ubicado del Campeonato Catarinense 2024 Segundo mejor ubicado del Campeonato Catarinense 2024 Tercer mejor ubicado del Campeonato Catarinense 2024                         |
| Sergipe 2 cupos                        | Sergipe Lagarto                                     | Mejor ubicado del Campeonato Sergipano 2024 Segundo mejor ubicado del Campeonato Sergipano 2024                                                                                  |
| Tocantins 2 cupos                      | União-TO Tocantinópolis                             | Campeón del Campeonato Tocantinense 2024 Subcampeón del Campeonato Tocantinense 2024                                                                                             |

## Primera fase

### Grupo A1
| Pos. | Equipo          | Pts. | PJ | G | E | P  | GF | GC | Dif. | Clasificación                |     | TUN | MNR | MAN | IND | AGM | TRE | GAS | HUM |
| ---- | --------------- | ---- | -- | - | - | -- | -- | -- | ---- | ---------------------------- | --- | --- | --- | --- | --- | --- | --- | --- | --- |
| 1    | Tuna Luso       | 27   | 14 | 8 | 3 | 3  | 24 | 10 | +14  | Clasificación a Segunda fase |     | —   | 2–1 | 3–0 | 3–0 | 2–0 | 4–2 | 3–0 | 2–0 |
| 2    | Manauara        | 26   | 14 | 7 | 5 | 2  | 27 | 11 | +16  | Clasificación a Segunda fase |     | 3–0 | —   | 2–2 | 1–1 | 0–0 | 2–0 | 3–0 | 5–0 |
| 3    | Manaus          | 23   | 14 | 6 | 5 | 3  | 21 | 17 | +4   | Clasificación a Segunda fase |     | 2–1 | 1–1 | —   | 1–0 | 3–3 | 1–0 | 1–2 | 4–0 |
| 4    | Independência   | 21   | 14 | 6 | 3 | 5  | 18 | 19 | −1   | Clasificación a Segunda fase |     | 0–0 | 2–1 | 1–0 | —   | 0–2 | 2–2 | 4–1 | 0–1 |
| 5    | Águia de Marabá | 20   | 14 | 5 | 5 | 4  | 22 | 14 | +8   |                              |     | 0–0 | 0–0 | 1–1 | 2–0 | —   | 0–2 | 1–0 | 3–1 |
| 6    | Trem            | 18   | 14 | 5 | 3 | 6  | 23 | 24 | −1   |                              | 2–1 | 0–3 | 1–1 | 1–2 | 2–1 | —   | 1–3 | 5–1 |     |
| 7    | GAS             | 15   | 14 | 4 | 3 | 7  | 17 | 24 | −7   |                              | 0–0 | 1–2 | 1–2 | 1–2 | 1–1 | 1–1 | —   | 2–1 |     |
| 8    | Humaitá         | 4    | 14 | 1 | 1 | 12 | 12 | 45 | −33  |                              | 0–3 | 2–2 | 1–2 | 1–3 | 1–3 | 2–4 | 2–4 | —   |     |

 Fuente: CBF
Criterios de clasificación: 1) Puntos; 2) Partidos ganados; 3) Diferencia de gol; 4) Goles a favor; 5) Enfrentamientos directos (solo entre 2 equipos); 6) Menor cantidad de tarjetas rojas; 7) Menor cantidad de tarjetas amarillas; 8) Sorteo.

### Grupo A2
| Pos. | Equipo         | Pts. | PJ | G | E | P | GF | GC | Dif. | Clasificación                |     | ALT | IMP | SAM | MRN | IGU | TOC | PHY | MRC |
| ---- | -------------- | ---- | -- | - | - | - | -- | -- | ---- | ---------------------------- | --- | --- | --- | --- | --- | --- | --- | --- | --- |
| 1    | Altos          | 26   | 14 | 7 | 5 | 2 | 22 | 14 | +8   | Clasificación a Segunda fase |     | —   | 1–1 | 1–1 | 0–1 | 2–1 | 1–1 | 4–2 | 1–0 |
| 2    | Imperatriz     | 24   | 14 | 7 | 3 | 4 | 17 | 15 | +2   | Clasificación a Segunda fase |     | 0–1 | —   | 1–0 | 1–0 | 2–1 | 4–0 | 3–2 | 0–0 |
| 3    | Sampaio Corrêa | 21   | 14 | 5 | 6 | 3 | 17 | 11 | +6   | Clasificación a Segunda fase |     | 2–2 | 3–0 | —   | 1–1 | 1–1 | 2–0 | 1–0 | 2–0 |
| 4    | Maranhão       | 19   | 14 | 4 | 7 | 3 | 18 | 12 | +6   | Clasificación a Segunda fase |     | 1–1 | 3–0 | 2–0 | —   | 1–1 | 2–3 | 1–1 | 3–0 |
| 5    | Iguatu         | 18   | 14 | 5 | 3 | 6 | 15 | 15 | 0    |                              |     | 2–3 | 1–0 | 1–0 | 1–0 | —   | 0–1 | 3–0 | 2–1 |
| 6    | Tocantinópolis | 15   | 14 | 3 | 6 | 5 | 11 | 17 | −6   |                              | 1–0 | 1–2 | 0–0 | 1–1 | 1–1 | —   | 0–0 | 2–2 |     |
| 7    | Parnahyba      | 14   | 14 | 3 | 5 | 6 | 16 | 22 | −6   |                              | 0–2 | 0–0 | 2–2 | 2–2 | 2–0 | 1–0 | —   | 3–2 |     |
| 8    | Maracanã       | 9    | 14 | 3 | 3 | 8 | 12 | 22 | −10  |                              | 1–3 | 2–3 | 0–2 | 0–0 | 1–0 | 1–0 | 2–1 | —   |     |

 Fuente: CBF
Criterios de clasificación: 1) Puntos; 2) Partidos ganados; 3) Diferencia de gol; 4) Goles a favor; 5) Enfrentamientos directos (solo entre 2 equipos); 6) Menor cantidad de tarjetas rojas; 7) Menor cantidad de tarjetas amarillas; 8) Sorteo.
Notas:
1. ↑  Quita de 3 puntos por cánticos homofóbicos en su partido de local contra Iguatu.[3][4]

### Grupo A3
| Pos. | Equipo              | Pts. | PJ | G | E | P | GF | GC | Dif. | Clasificación                |     | AMN | SCR | CEN | FER | HOR | SCN | TRE | SOU |
| ---- | ------------------- | ---- | -- | - | - | - | -- | -- | ---- | ---------------------------- | --- | --- | --- | --- | --- | --- | --- | --- | --- |
| 1    | América de Natal    | 27   | 14 | 8 | 3 | 3 | 21 | 9  | +12  | Clasificación a Segunda fase |     | —   | 0–0 | 0–0 | 3–2 | 2–0 | 3–0 | 4–0 | 2–0 |
| 2    | Santa Cruz          | 27   | 14 | 8 | 3 | 3 | 20 | 10 | +10  | Clasificación a Segunda fase |     | 2–1 | —   | 0–1 | 3–1 | 4–0 | 1–1 | 3–0 | 2–0 |
| 3    | Central             | 26   | 14 | 7 | 5 | 2 | 15 | 7  | +8   | Clasificación a Segunda fase |     | 1–2 | 1–2 | —   | 2–1 | 1–0 | 1–0 | 1–0 | 1–1 |
| 4    | Ferroviário         | 18   | 14 | 5 | 3 | 6 | 15 | 19 | −4   | Clasificación a Segunda fase |     | 1–0 | 3–1 | 0–0 | —   | 1–0 | 3–1 | 1–1 | 0–0 |
| 5    | Horizonte           | 17   | 14 | 5 | 2 | 7 | 14 | 17 | −3   |                              |     | 0–0 | 2–0 | 1–1 | 2–0 | —   | 4–2 | 0–1 | 2–1 |
| 6    | Santa Cruz de Natal | 17   | 14 | 5 | 2 | 7 | 13 | 20 | −7   |                              | 1–2 | 0–0 | 0–2 | 1–2 | 1–0 | —   | 1–0 | 1–0 |     |
| 7    | Treze               | 13   | 14 | 4 | 1 | 9 | 7  | 20 | −13  |                              | 1–2 | 0–1 | 0–3 | 1–0 | 0–2 | 1–2 | —   | 1–0 |     |
| 8    | Sousa               | 12   | 14 | 3 | 3 | 8 | 11 | 14 | −3   |                              | 1–0 | 0–1 | 0–0 | 4–0 | 3–1 | 1–2 | 0–1 | —   |     |

 Fuente: CBF
Criterios de clasificación: 1) Puntos; 2) Partidos ganados; 3) Diferencia de gol; 4) Goles a favor; 5) Enfrentamientos directos (solo entre 2 equipos); 6) Menor cantidad de tarjetas rojas; 7) Menor cantidad de tarjetas amarillas; 8) Sorteo.

### Grupo A4
| Pos. | Equipo              | Pts. | PJ | G | E | P | GF | GC | Dif. | Clasificación                |     | ASA | LAG | SER | JUA | UCA | JEQ | BAR | PEN |
| ---- | ------------------- | ---- | -- | - | - | - | -- | -- | ---- | ---------------------------- | --- | --- | --- | --- | --- | --- | --- | --- | --- |
| 1    | ASA Arapiraca       | 31   | 14 | 9 | 4 | 1 | 27 | 8  | +19  | Clasificación a Segunda fase |     | —   | 1–0 | 2–2 | 3–0 | 2–2 | 4–2 | 4–0 | 1–0 |
| 2    | Lagarto             | 23   | 14 | 7 | 2 | 5 | 20 | 16 | +4   | Clasificación a Segunda fase |     | 0–0 | —   | 0–3 | 3–1 | 2–1 | 2–1 | 2–0 | 4–0 |
| 3    | Sergipe             | 22   | 14 | 6 | 4 | 4 | 16 | 10 | +6   | Clasificación a Segunda fase |     | 1–2 | 1–2 | —   | 0–0 | 0–0 | 1–0 | 4–1 | 2–0 |
| 4    | Juazeirense         | 22   | 14 | 6 | 4 | 4 | 12 | 15 | −3   | Clasificación a Segunda fase |     | 0–3 | 2–1 | 0–0 | —   | 1–0 | 2–1 | 1–1 | 1–0 |
| 5    | União-TO            | 19   | 14 | 5 | 4 | 5 | 14 | 16 | −2   |                              |     | 0–4 | 1–0 | 2–0 | 1–0 | —   | 1–0 | 3–0 | 1–1 |
| 6    | Jequié              | 16   | 14 | 4 | 4 | 6 | 15 | 16 | −1   |                              | 0–0 | 3–1 | 1–0 | 2–3 | 1–0 | —   | 0–0 | 0–0 |     |
| 7    | Barcelona de Ilhéus | 11   | 14 | 2 | 5 | 7 | 9  | 20 | −11  |                              | 1–0 | 2–2 | 0–1 | 0–1 | 4–1 | 0–0 | —   | 0–1 |     |
| 8    | Penedense           | 8    | 14 | 1 | 5 | 8 | 5  | 17 | −12  |                              | 0–1 | 0–1 | 0–1 | 0–0 | 1–1 | 2–4 | 0–0 | —   |     |

 Fuente: CBF
Criterios de clasificación: 1) Puntos; 2) Partidos ganados; 3) Diferencia de gol; 4) Goles a favor; 5) Enfrentamientos directos (solo entre 2 equipos); 6) Menor cantidad de tarjetas rojas; 7) Menor cantidad de tarjetas amarillas; 8) Sorteo.

### Grupo A5
| Pos. | Equipo            | Pts. | PJ | G  | E | P | GF | GC | Dif. | Clasificación                |     | APA | CEI | LUV | MIX | CAP | GOI | GNS | GPV |
| ---- | ----------------- | ---- | -- | -- | - | - | -- | -- | ---- | ---------------------------- | --- | --- | --- | --- | --- | --- | --- | --- | --- |
| 1    | Aparecidense      | 32   | 14 | 10 | 2 | 2 | 32 | 12 | +20  | Clasificación a Segunda fase |     | —   | 2–0 | 4–1 | 0–0 | 2–1 | 3–1 | 2–1 | 7–0 |
| 2    | Ceilândia         | 28   | 14 | 8  | 4 | 2 | 23 | 14 | +9   | Clasificación a Segunda fase |     | 2–3 | —   | 1–0 | 2–1 | 1–0 | 1–0 | 2–0 | 3–0 |
| 3    | Luverdense        | 25   | 14 | 7  | 4 | 3 | 14 | 12 | +2   | Clasificación a Segunda fase |     | 3–1 | 2–2 | —   | 0–0 | 2–1 | 1–0 | 1–0 | 1–0 |
| 4    | Mixto             | 24   | 14 | 6  | 6 | 2 | 22 | 13 | +9   | Clasificación a Segunda fase |     | 0–0 | 1–1 | 0–1 | —   | 1–0 | 3–0 | 3–2 | 4–3 |
| 5    | Capital           | 17   | 14 | 4  | 5 | 5 | 14 | 12 | +2   |                              |     | 0–1 | 2–2 | 2–0 | 1–1 | —   | 0–0 | 1–1 | 3–0 |
| 6    | Goiânia           | 10   | 14 | 2  | 4 | 8 | 12 | 22 | −10  |                              | 0–3 | 2–2 | 0–1 | 1–3 | 1–1 | —   | 0–1 | 2–0 |     |
| 7    | Goianésia         | 8    | 14 | 1  | 5 | 8 | 11 | 22 | −11  |                              | 0–3 | 1–2 | 1–1 | 2–2 | 0–1 | 1–3 | —   | 1–1 |     |
| 8    | Gazin Porto Velho | 7    | 14 | 1  | 4 | 9 | 9  | 30 | −21  |                              | 3–1 | 0–2 | 0–0 | 0–3 | 0–1 | 2–2 | 0–0 | —   |     |

 Fuente: CBF
Criterios de clasificación: 1) Puntos; 2) Partidos ganados; 3) Diferencia de gol; 4) Goles a favor; 5) Enfrentamientos directos (solo entre 2 equipos); 6) Menor cantidad de tarjetas rojas; 7) Menor cantidad de tarjetas amarillas; 8) Sorteo.

### Grupo A6
| Pos. | Equipo        | Pts. | PJ | G | E | P | GF | GC | Dif. | Clasificación                |     | POR | RIO | AGU | MAR | PAL | PVI | NOV | BOA |
| ---- | ------------- | ---- | -- | - | - | - | -- | -- | ---- | ---------------------------- | --- | --- | --- | --- | --- | --- | --- | --- | --- |
| 1    | Portuguesa    | 30   | 14 | 9 | 3 | 2 | 22 | 13 | +9   | Clasificación a Segunda fase |     | —   | 2–1 | 2–1 | 2–1 | 2–1 | 2–1 | 1–0 | 3–0 |
| 2    | Rio Branco    | 26   | 14 | 8 | 2 | 4 | 19 | 9  | +10  | Clasificación a Segunda fase |     | 0–0 | —   | 3–2 | 3–0 | 3–0 | 2–0 | 0–1 | 2–0 |
| 3    | Água Santa    | 21   | 14 | 6 | 3 | 5 | 20 | 18 | +2   | Clasificación a Segunda fase |     | 2–1 | 1–2 | —   | 1–1 | 2–3 | 0–0 | 2–1 | 2–0 |
| 4    | Maricá        | 19   | 14 | 5 | 4 | 5 | 14 | 14 | 0    | Clasificación a Segunda fase |     | 0–1 | 2–0 | 0–1 | —   | 1–0 | 2–1 | 1–1 | 1–0 |
| 5    | Pouso Alegre  | 17   | 14 | 5 | 2 | 7 | 13 | 18 | −5   |                              |     | 2–0 | 1–0 | 0–2 | 1–1 | —   | 1–1 | 1–0 | 2–0 |
| 6    | Porto Vitória | 17   | 14 | 4 | 5 | 5 | 14 | 13 | +1   |                              | 1–3 | 0–1 | 2–0 | 0–0 | 3–0 | —   | 1–1 | 2–0 |     |
| 7    | Nova Iguaçu   | 15   | 14 | 3 | 6 | 5 | 13 | 16 | −3   |                              | 1–1 | 0–0 | 1–2 | 1–3 | 2–1 | 1–1 | —   | 2–1 |     |
| 8    | Boavista      | 9    | 14 | 2 | 3 | 9 | 9  | 23 | −14  |                              | 2–2 | 0–2 | 2–2 | 2–1 | 1–0 | 0–1 | 1–1 | —   |     |

 Fuente: CBF
Criterios de clasificación: 1) Puntos; 2) Partidos ganados; 3) Diferencia de gol; 4) Goles a favor; 5) Enfrentamientos directos (solo entre 2 equipos); 6) Menor cantidad de tarjetas rojas; 7) Menor cantidad de tarjetas amarillas; 8) Sorteo.

### Grupo A7
| Pos. | Equipo           | Pts. | PJ | G | E | P | GF | GC | Dif. | Clasificación                |     | INT | CIA | GOT | CAS | UBE | MON | OPE | ITA |
| ---- | ---------------- | ---- | -- | - | - | - | -- | -- | ---- | ---------------------------- | --- | --- | --- | --- | --- | --- | --- | --- | --- |
| 1    | Inter de Limeira | 30   | 14 | 9 | 3 | 2 | 21 | 7  | +14  | Clasificación a Segunda fase |     | —   | 2–0 | 0–1 | 1–0 | 1–0 | 1–1 | 5–1 | 3–1 |
| 2    | Cianorte         | 22   | 14 | 6 | 4 | 4 | 22 | 17 | +5   | Clasificación a Segunda fase |     | 0–0 | —   | 2–3 | 3–0 | 3–2 | 2–0 | 1–0 | 3–1 |
| 3    | Goiatuba         | 22   | 14 | 6 | 4 | 4 | 21 | 16 | +5   | Clasificación a Segunda fase |     | 1–3 | 3–1 | —   | 0–0 | 1–1 | 1–1 | 2–0 | 0–0 |
| 4    | FC Cascavel      | 21   | 14 | 5 | 6 | 3 | 15 | 15 | 0    | Clasificación a Segunda fase |     | 2–0 | 2–1 | 1–4 | —   | 2–1 | 1–1 | 3–1 | 1–1 |
| 5    | Uberlândia       | 16   | 14 | 4 | 4 | 6 | 21 | 20 | +1   |                              |     | 0–3 | 1–1 | 2–1 | 1–1 | —   | 2–0 | 2–3 | 4–0 |
| 6    | Monte Azul       | 14   | 14 | 3 | 5 | 6 | 13 | 18 | −5   |                              | 0–1 | 1–1 | 3–2 | 0–1 | 2–1 | —   | 1–2 | 0–1 |     |
| 7    | Operário         | 14   | 14 | 3 | 5 | 6 | 13 | 22 | −9   |                              | 0–1 | 0–2 | 2–1 | 0–0 | 1–1 | 1–1 | —   | 1–1 |     |
| 8    | Itabirito        | 10   | 14 | 1 | 7 | 6 | 11 | 22 | −11  |                              | 0–0 | 2–2 | 0–1 | 1–1 | 1–3 | 1–2 | 1–1 | —   |     |

 Fuente: CBF
Criterios de clasificación: 1) Puntos; 2) Partidos ganados; 3) Diferencia de gol; 4) Goles a favor; 5) Enfrentamientos directos (solo entre 2 equipos); 6) Menor cantidad de tarjetas rojas; 7) Menor cantidad de tarjetas amarillas; 8) Sorteo.

### Grupo A8
| Pos. | Equipo            | Pts. | PJ | G | E | P | GF | GC | Dif. | Clasificación                |     | BAR | SJO | JOI | MDS | GUA | BRA | SLU | AZU |
| ---- | ----------------- | ---- | -- | - | - | - | -- | -- | ---- | ---------------------------- | --- | --- | --- | --- | --- | --- | --- | --- | --- |
| 1    | Barra             | 26   | 14 | 8 | 2 | 4 | 20 | 10 | +10  | Clasificación a Segunda fase |     | —   | 1–1 | 1–0 | 2–1 | 3–0 | 0–1 | 3–0 | 1–0 |
| 2    | São José          | 26   | 14 | 7 | 5 | 2 | 21 | 11 | +10  | Clasificación a Segunda fase |     | 3–3 | —   | 1–1 | 1–1 | 0–1 | 1–0 | 3–0 | 1–0 |
| 3    | Joinville         | 21   | 14 | 6 | 3 | 5 | 11 | 11 | 0    | Clasificación a Segunda fase |     | 2–1 | 0–2 | —   | 1–1 | 1–0 | 1–0 | 2–1 | 1–0 |
| 4    | Marcílio Dias     | 21   | 14 | 5 | 6 | 3 | 17 | 15 | +2   | Clasificación a Segunda fase |     | 1–0 | 0–0 | 1–0 | —   | 1–1 | 1–2 | 3–0 | 1–0 |
| 5    | Guarany de Bagé   | 19   | 14 | 5 | 4 | 5 | 11 | 14 | −3   |                              |     | 0–2 | 1–0 | 2–1 | 3–3 | —   | 1–0 | 2–1 | 0–1 |
| 6    | Brasil de Pelotas | 16   | 14 | 5 | 1 | 8 | 11 | 12 | −1   |                              | 1–0 | 1–3 | 1–0 | 1–2 | 0–0 | —   | 0–1 | 4–0 |     |
| 7    | São Luiz          | 13   | 14 | 4 | 1 | 9 | 10 | 20 | −10  |                              | 0–2 | 1–2 | 0–1 | 3–0 | 1–0 | 1–0 | —   | 1–2 |     |
| 8    | Azuriz            | 13   | 14 | 3 | 4 | 7 | 6  | 14 | −8   |                              | 0–1 | 1–3 | 0–0 | 1–1 | 0–0 | 1–0 | 0–0 | —   |     |

 Fuente: CBF
Criterios de clasificación: 1) Puntos; 2) Partidos ganados; 3) Diferencia de gol; 4) Goles a favor; 5) Enfrentamientos directos (solo entre 2 equipos); 6) Menor cantidad de tarjetas rojas; 7) Menor cantidad de tarjetas amarillas; 8) Sorteo.

## Segunda fase
En cursiva, los equipos que tienen la localía en la ida y en negrita los equipos clasificados.
| Equipo 1       | Agr.           | Equipo 2         | Ida   | Vuelta |
| -------------- | -------------- | ---------------- | ----- | ------ |
| Maranhão       | 4 – 3          | Tuna Luso        | 4 – 1 | 0 – 2  |
| Manaus         | 2 – 2 (3:5 p.) | Imperatriz       | 0 – 2 | 2 – 0  |
| Independência  | 2 – 8          | Altos            | 1 – 5 | 1 – 3  |
| Sampaio Corrêa | 1 – 2          | Manauara         | 1 – 1 | 0 – 1  |
| Juazeirense    | 1 – 3          | América de Natal | 1 – 1 | 0 – 2  |
| Central        | 3 – 2          | Lagarto          | 1 – 0 | 2 – 2  |
| Ferroviário    | 0 – 3          | ASA Arapiraca    | 0 – 1 | 0 – 2  |
| Sergipe        | 3 – 3 (4:5 p.) | Santa Cruz       | 2 – 1 | 1 – 2  |
| Maricá         | 3 – 4          | Aparecidense     | 1 – 2 | 2 – 2  |
| Luverdense     | 0 – 3          | Rio Branco       | 0 – 0 | 0 – 3  |
| Mixto          | 1 – 1 (4:3 p.) | Portuguesa       | 1 – 0 | 0 – 1  |
| Água Santa     | 1 – 2          | Ceilândia        | 1 – 1 | 0 – 1  |
| Maricilio Dias | 1 – 2          | Inter de Limeira | 0 – 0 | 1 – 2  |
| Goiatuba       | 3 – 2          | São José         | 1 – 1 | 2 – 1  |
| FC Cascavel    | 0 – 4          | Barra            | 0 – 1 | 0 – 3  |
| Joinville      | 1 – 5          | Cianorte         | 1 – 1 | 0 – 4  |

## Tercera fase
En cursiva, los equipos que tienen la localía en la ida y en negrita los equipos clasificados.
| Equipo 1   | Agr. | Equipo 2         | Ida   | Vuelta |
| ---------- | ---- | ---------------- | ----- | ------ |
| Maranhão   | –    | Central          | 2 – 1 | 24 Ago |
| Imperatriz | -    | América de Natal | 0 – 1 | 24 Ago |
| Santa Cruz | -    | Altos            | 1 – 1 | 24 Ago |
| Manauara   | -    | ASA Arapiraca    | 0 – 1 | 23 Ago |
| Goiatuba   | -    | Aparecidense     | 2 – 3 | 23 Ago |
| Rio Branco | -    | Inter de Limeira | 0 – 1 | 23 Ago |
| Cianorte   | -    | Mixto            | 1 – 1 | 23 Ago |
| Ceilândia  | -    | Barra            | 1 – 1 | 23 Ago |

## Cuarta fase

### Clasificación
La tabla general de los clasificados sirve para definir los duelos de cuartos de final. El primer puesto enfrentará al octavo puesto, y así sucesivamente. La tabla contabiliza el acumulado de puntos desde la fase de grupos hasta la tercera fase.
|   | Equipo | PJ | PG | PE | PP | GF | GC | DG | Pts |
| - | ------ | -- | -- | -- | -- | -- | -- | -- | --- |
| 1 | [[]]   |    |    |    |    |    |    |    |     |
| 2 | [[]]   |    |    |    |    |    |    |    |     |
| 3 | [[]]   |    |    |    |    |    |    |    |     |
| 4 | [[]]   |    |    |    |    |    |    |    |     |
| 5 | [[]]   |    |    |    |    |    |    |    |     |
| 6 | [[]]   |    |    |    |    |    |    |    |     |
| 7 | [[]]   |    |    |    |    |    |    |    |     |
| 8 | [[]]   |    |    |    |    |    |    |    |     |

### Cuartos de final
En cursiva, los equipos que tienen la localía en la ida y en negrita los equipos clasificados.
| Equipo 1        | Agr. | Equipo 2        | Ida | Vuelta |
| --------------- | ---- | --------------- | --- | ------ |
| 8.º Clasificado | D-1  | 1.º Clasificado | –   | –      |
| 7.º Clasificado | D-2  | 2.º Clasificado | –   | –      |
| 6.º Clasificado | D-3  | 3.º Clasificado | –   | –      |
| 5.º Clasificado | D-4  | 4.º Clasificado | –   | –      |

### Semifinales
En cursiva, los equipos que tienen la localía en la ida y en negrita los equipos clasificados.
El equipo con mayor cantidad de puntos obtenidos hasta cuartos de final ejerce la localia en el partido de vuelta.
| Equipo 1    | Agr. | Equipo 2    | Ida | Vuelta |
| ----------- | ---- | ----------- | --- | ------ |
| Ganador D-1 | E-1  | Ganador D-2 | –   | –      |
| Ganador D-3 | E-2  | Ganador D-4 | –   | –      |

### Final
En cursiva, el equipo que tiene la localía en la ida y en negrita el equipo campeón.
El equipo con mayor cantidad de puntos obtenidos hasta semifinales ejerce la localia en el partido de vuelta.
| Equipo 1    | Agr. | Equipo 2    | Ida | Vuelta |
| ----------- | ---- | ----------- | --- | ------ |
| Ganador E-1 | -    | Ganador E-2 | –   | –      |

| Campeón 2025 Serie D |
| -------------------- |
| Bandera de ?         |
| [[]] .º Título       |

### Ascendidos
| Bandera de ?           | Bandera de ?           | Bandera de ?           | Bandera de ?           |
|                        |                        |                        |                        |
| Ascenso a Serie C 2025 | Ascenso a Serie C 2025 | Ascenso a Serie C 2025 | Ascenso a Serie C 2025 |